# 쇼에키왕
쇼에키왕(일본어: 尚益王 상익왕[*]; 1678년 12월 8일 ~ 1712년 8월 16일)은 류큐왕국 제2쇼씨 왕조의 제12대 류큐 국왕(재위: 1710년 ~ 1712년)이자 제18대 류큐 국왕이다. 쇼테이왕의 아들이다.

## 가족
- 아버지: 왕세자 쇼준(尚純)
- 어머니: 키코에오오기미카나시 모씨 기운(聞得大君加那志 毛氏義雲, 아명은 오모토가네 思戸金)
- 배우자:
  - 왕비: 키코에오오기미카나시 모씨 콘코(聞得大君加那志 毛氏坤宏, 아명은 오모마쯔루가네 思真鶴金)
  - 부인: 이리노아지 쇼씨 쥰토쿠(西之按司 向氏淳徳, 아명은 마우시가네 真牛金)
  - 처(妻):
    - 미야기아고모시라레 센씨 지운(宮城阿護母志良礼 詹氏慈雲, 아명은 오모토가네 思戸金)
    - 치넨아고모시라레 손씨 기토쿠(知念阿護母志良礼 孫氏義徳, 아명은 마오사가네 真尹金)
- 자녀:
  - 장남: 쇼케이왕
  - 차남: 쇼테쯔(尚徹, 일본 이름: 자탄왕자 쵸키 北谷王子朝騎)
  - 장녀: 카테카루옹주 쇼씨 타이신(嘉手苅翁主 尚氏泰心, 아명은 오모토가네 思戸金)
  - 차녀: 코하구라옹주 쇼씨 코슈쿠(古波蔵翁主 尚氏宏淑, 아명은 오모마쯔루가네 思真鶴金)
  - 삼녀: 토모리옹주 쇼씨 유이호쿠(冨盛翁主 尚氏惟芳, 아명은 오모타케타루가네 思武樽金)
  - 사녀: 우치마옹주 쇼씨 쥰토쿠(内間翁主 尚氏順徳, 아명은 오모마우시가네 思真牛金)

## 같이 보기
- 아시카가 요시아키
- 아사쿠라 요시카게

| 전임자 쇼테이왕 | 제18대 류큐왕국 국왕 1710년 ~ 1712년 | 후임자 쇼케이왕 |